# Був місяць травень
«Був місяць травень» (рос. «Был месяц май») — російський радянський художній телефільм в двох частинах 1970 року режисера Марлена Хуцієва за сценарієм Григорія Бакланова на основі його оповідання «Почім ківш лиха».
Фільм нагороджений призом міжнародного фестивалю телефільмів у Празі (1971).

## Сюжет
Травневий день 1945 року. Війна вже закінчилася, йде другий тиждень мирного життя. В одному з німецьких сіл на фермі багатого німецького селянина-свинаря Рашке зупиняється на постій група радянських солдатів. З червоноармійцями і їх командиром Рашке тримається спокійно, навіть запобігливо, але щовечора разом зі своїм сімейством відправляється ночувати до родичів.
Дорогою до міста лейтенант потрапляє в аварію, після чого йому надає допомогу група червоноармійців, яка розташувалася в покинутому господарями особняку неподалік. В їх компанії він затримується, залишок дня вони проводять в розмовах про війну і мир, повоєнного життя і, крім іншого, обговорюють вражаючу налагодженість і раціональність господарства жителів переможеної Німеччини.
Пізно ввечері вони відправляються на прогулянку по околицях, в ході якої натрапляють на спорожнілий концтабір, розташований поруч з містом...

## У ролях
- Олександр Аржиловський —  лейтенант Миколаїв
- Петро Тодоровський —  старший лейтенант Володимир Яковенко
- Сергій Шакуров —  Маргослін
- Віктор Уральський —  Голуб
- Ігор Класс —  Авдей
- Вацловас Бледіс —  Рашке
- Еугенія Плешкіте —  Герта
- Ришард Урбанович —  Штефан
- Дітріх Каплун (правильно — Дітер Каплун)
- Георгій Прусов
- Віктор Лазарев —  солдат
- Володимир Насонов
- Микола Бадин —  Черняєв
- Євген Пушко
- Леонід Трутнєв —  Макар Анісімов
- Володимир Гостюхін —  Микола Нирків  (немає в титрах)